# Сабадаш Володимир Іванович
Сабада́ш Володи́мир Іва́нович (нар. 5 жовтня 1975, Вінниця) — депутат Київської обласної ради (фракція «За майбутнє»); колишній голова міста Василькова (2013—2014 та 2015—2020), голова Васильківської міської ради та голова Васильківської районної державної адміністрації (2009—2013).

## Біографія
Володимир Сабадаш народився в місті Вінниці в родині лікаря і вчительки, в 1992 році закінчив середню школу в смт Ямполі Білогірського району Хмельницької області, де працювали його батьки.
Вищу освіту почав здобувати в Рівненському філіалі Інституту управління, бізнесу і права, закінчив навчання в 1998 році — в Академії Служби безпеки України (тепер — Національна академія Служби безпеки України), юрист.
У 1998—2009 роках проходив службу в СБУ, від оперативного уповноваженого до заступника начальника управління. Має військове звання підполковника СБУ.[джерело?]
У 2009—2013 роках — голова Васильківської районної державної адміністрації, колишній голова районної організації Партії регіонів.

## Політична діяльність

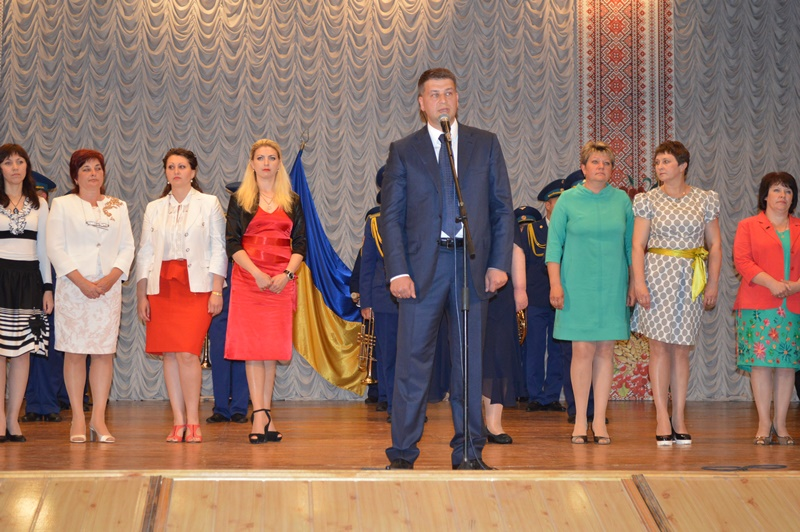
Володимир Сабадаш з учителями на врученні атестатів про середню освіту учням ЗОШ № 2, 28 травня 2016 року

У червні 2013 року був обраний Васильківським міським головою, але у лютому 2014 написав заяву про складання повноважень через суспільно-політичну обстановку. Серед здобутків 8-місячної каденції — відкриття басейну «Хвиля».
У жовтні 2015 року переміг на виборах Васильківського міського голови.
26 червня — 19 липня 2019 року був відсторонений від посади за рішенням суду.
16 липня 2019 року Київський апеляційний суд скасував рішення суду першої інстанції у частині відсторонення від посади.
У 2020 році обраний депутатом Київської обласної ради (від партії «За майбутнє»). Уповноважений представник фракції «За майбутнє».

## Сім'я
Дружина — працівник Київської міської державної адміністрації; троє дітей.